# Band of Joy
The Band of Joy (nebo také Robert Plant and the Band of Joy) je rocková skupina z Birminghamu v Anglii. Skupina měla v letech 1965 až 1968 a 1977 až 1983 několik různých sestav. Robert Plant oživil jméno této kapely pro koncertní turné po USA a Evropě v roce 2010.
Skupina je pozoruhodná pro dva hudebníky, Roberta Planta a Johna Bonhama, kteří odešli do skupiny Led Zeppelin, méně je pak známo, že bývalým "bedňákem" této skupiny byl Noddy Holder, který se později připojil ke skupině Slade jako zpěvák.
Skupina Band Of Joy byla původně založena v roce 1966 v anglickém městě West Bromwich u Birminghamu a založili ji Chris Brown (klávesy), Vernon Pereira (kytara), a zpěvák Robert Plant. Konflikty s vedoucím skupiny přivedly Planta k odchodu ze skupiny během pár měsíců. Zkoušel založit svou vlastní skupinu Band of Joy, ale brzy to vzdal. Třetí inkarnace skupiny, ve které byl Plantův přítel z dětství John Bonham, trvala od roku 1967 do poloviny roku 1968. Jejich směsice soulové a bluesové hudby byla populární mezi birminghamskými mods. Tato sestava nahrála začátkem roku 1968 mnoho demosnímků, ale v květnu 1968 se rozpadla, protože se nerealizoval plánovaný nahrávací kontrakt.
Úlohu basového kytaristy převzal Dave Pegg, který později hrál basovou kytaru ve Fairport Convention. Pegg se účastnil zkoušek s Band of Joy, ale nikdy s nimi nekoncertoval.
Pro turné po Skotsku v roce 1968, Plant a Bonham přizvali baskytaristu Johna Hilla (ex-Uncle Joseph) a kytaristu Micka Strodea, aby doplnili tehdejší sestavu.
V roce 1977 Gammond a Paul Lockey oživili Band of Joy a koncertovali se sestavou kterou tvořili John Pasternak, Peter Robinson a klávesista Michael Chetwood. Gammond, Lockey, Pasternak a Robinson předtím hráli ve skupině Bronco. Pozvali Planta a Bonhama, aby účinkovali na jejich stejnojmenném albu roku 1978, ale žádný z nich se nepřipojil. Skupina vydala své druhé album před svým rozpadem.
V roce 2010 bylo oznámeno, že Plant by chtěl formovat novou skupinu a vystupovat jako Robert Plant & the Band of Joy.

## Diskografie
- Sixty Six to Timbuktu (2003) - Retrospektivní album Roberta Planta obsahující některé nahrávky Band of Joy, jako "Hey Joe" a "For What It's Worth".
- Band of Joy (2010)

## Sestavy
- Robert Plant – sólový zpěv
- Kevyn Gammond – kytara, zpěv
- Chris Brown – varhany
- Paul Lockey – baskytara, kytara, zpěv
- John Bonham – bicí

1968
- Robert Plant – sólový zpěv
- John Bonham – bicí
- John Hill – baskytara
- Mick Strode – lead kytara
- John Kelsey – klávesy

1977
- Kevin Gammond – kytara, zpěv
- Paul Lockey – kytara, zpěv
- John Pasternak – baskytara, zpěv
- Peter Robinson – bicí
- Michael Chetwood – klávesy, zpěv

2010
- Robert Plant – zpěv
- Patty Griffin – zpěv, kytara
- Buddy Miller – zpěv, kytara
- Darrell Scott – zpěv, kytara, mandolína, akordeon, banjo
- Byron House – baskytara
- Marco Giovino – perkuse[7]